# トニー・バンクス (ミュージシャン)
トニー・バンクス（Tony Banks、1950年3月27日 - ）は、イングランド出身のロックミュージシャン、キーボーディスト。
同国を代表するロックバンド「ジェネシス」の創設メンバー。グループ以外に、ソロアーティストとしても活動している。2010年、ジェネシス名義で「ロックの殿堂」入り。 

## 概要
プログレッシブ～ポップ路線というジェネシスの音楽性の変化の中で、トニーのキーボード演奏、アレンジは常にその中核を担っている。長いバンドの歴史において、常にステージの右側にキーボードの要塞と共に陣取り、派手なパフォーマンスこそ見せないが、ジェネシス・サウンドにおいて重要な役割を果たした。一部の楽曲ではアコースティックギターを演奏している姿も見られる。
ジェネシス以外でも、ソロ活動や映画サウンドトラック制作、あるいはバンクステートメント (Bankstatement)及びストリクトリー・インク (STRICTLY INC.)というグループでの活動も行ってきた。ジェネシスのメンバーであるピーター・ガブリエル、フィル・コリンズ、マイク・ラザフォードらのソロ活動はすべて大成功を収めたのに対し、トニーのソロ活動はセールス的にあまり成功しなかった。
2004年、クラシックのレーベルであるナクソスより、以前より構想していたオーケストラ組曲の「セブン」をリリースした。
ライブにおいてはほとんどポーカーフェイスで淡々と演奏をこなしているが、1976年のコンサートでは珍しく嬉しそうに演奏している姿が見られる。また、マリリオンのフィッシュとの共作「Shortcut to Somewhere」等の一部PVでは普段ファンの前では見せないお茶目な姿を披露している。

## 音楽的背景
クラシックの作曲家のショスタコーヴィチ、マーラーの影響を受けている。ジェネシスにおけるトニーのソロ・パートなどには顕著に表れている。

## 演奏スタイル
デビュー当初は攻撃的なトーンのハモンドオルガンや耽美的なピアノ、ホーナー・ピアネットによるアルペジオが目立つ。スティーヴ・ハケットの勧めによりメロトロンを導入してからはこれを多用するようになる。ここぞという盛り上がりで分厚い和音を奏でるスタイルは多くの後進キーボーディストに影響を与えた。
1973年のアルバム『月影の騎士』からARPシンセサイザーを導入。同時期の奏者と比べて柔らかなトーンを多用し、変拍子にキッチリ乗せた速弾きをよく披露していた。この中期ジェネシス (ハケット脱退まで)のステージでセットされていたハモンドオルガン (レスリーではなくフェイザーを使用して、包み込むようなサウンドにした)、RMIエレクトラピアノ、ARPプロソロイスト、メロトロンM400はトニーを最も象徴するサウンドを生み出していた。
その後ポリフォニックシンセサイザーやサンプラー、ヤマハCP-80、デジタルシンセなどを時代に合わせて導入していくが、独特のコード進行やアレンジのセンスは一貫しており、彼自身とジェネシスの音楽性を保ち続けた。反面、緻密なアレンジゆえに徐々にギタリストの居場所を奪っていき、ハケット脱退に繋がる。

## ディスコグラフィ

### ソロ・アルバム
- 『キュアリアス・フィーリング』 - A Curious Feeling (1979年)
- The Wicked Lady (1983年) ※サウンドトラック
- 『ザ・フュージティブ』 - The Fugitive (1983年)
- 『サウンドトラックス』 - Soundtracks (1986年) ※サウンドトラック
- 『バンクステートメント』 - Bankstatement (1989年) ※バンクステートメント名義
- 『スティル』 - Still (1991年)
- 『ストリクトリー・インク』 - Strictly Inc. (1995年) ※ストリクトリー・インク名義
- 『セヴン - 管弦楽のための組曲』 - Seven: A Suite for Orchestra (2004年)
- 『管弦楽のための6つの小品』 - Six Pieces for Orchestra (2012年)
- 『ファイブ』 - Five (2018年)

### コンピレーション・アルバム
- 『ア・コード・トゥ・ファー』 - A Chord Too Far (2015年)[3]
- 『バンクス・ボールツ - ザ・アルバムズ 1979-1995』 - Banks Vaults: The Albums 1979–1995 (2019年)

### ソロ・シングル
- 『フォー・ア・ホワイル』 - "For a While" (1979年)
- "The Wicked Lady" (1983年)
- "This Is Love" (1983年)
- "And the Wheels Keep Turning" (1983年)
- "You Call This Victory" (1985年) ※フィーチャリング・ジム・ダイアモンド
- "Shortcut to Somewhere" (1986年) ※フィーチャリング・フィッシュ
- "Throwback" (1989年)
- "I'll Be Waiting" (1989年)
- 『アイ・ワナ・チェンジ・ザ・スコアー』 - "I Wanna Change the Score (1991年) ※フィーチャリング・ニック・カーショウ
- "The Gift" (1991年) ※フィーチャリング・アンディ・テイラー
- "Still It Takes Me By Surprise" (1992年) ※フィーチャリング・アンディ・テイラー
- "Only Seventeen" (1995年)
- "Walls of Sound" (1995年)